# Волари (Прахатице)
Волари (чеш. Volary) град је у Чешкој Републици. Град се налази у управној јединици Јужночешки крај, у оквиру којег припада округу Прахатице.

## Становништво
Према подацима о броју становника из 2014. године град је имао 3.871 становника.